# Campeonato Femenino Sub-20 de la Concacaf de 2020
El Campeonato Femenino Sub-20 de la Concacaf de 2020 fue la X edición del torneo del torneo de selecciones nacionales femeniles sub-20 de la Concacaf. El torneo cambió su formato de clasificación con respecto a la anterior edición del año 2018. Los primeros 16 equipos del ranking de la zona de Concacaf pasaron directamente a formar una fase de grupos, la cual comenzó a disputarse en la República Dominicana el 22 de febrero y finalizó el 8 de marzo de 2020. El resto de equipos no top dentro del área fueron seleccionados mediante una fase de eliminación previa, cuyos ganadores quedaron pre-clasificados a la ronda de octavos de final. Los dos mejores equipos del torneo se habrían clasificado para la Copa Mundial Femenina de Fútbol Sub-20 de 2021 (originalmente 2020 pero pospuesta debido a la pandemia de COVID-19) como representantes de CONCACAF, junto con Costa Rica que se había clasificado automáticamente como anfitriones.
La Copa Mundial Femenina Sub-20 inicialmente iba a ser compartida con Panamá, pero luego se retiró debido a la pandemia de COVID-19, ya que el país tiene la mayor cantidad de casos y muertes en la región. El cuarto equipo de CONCACAF en clasificar, que inicialmente habría sido Panamá, no fue confirmado. Sin embargo, la FIFA anunció el 17 de noviembre de 2020 que se cancelaría esta edición del Mundial.

## Clasificación
Los mejores 16 equipos en la Clasificación de Selecciones Femeninas Sub-20 de la CONCACAF (del año 2018) clasificarán de manera automática a la fase de grupos del Torneo Final. Los 10 equipos restantes inscritos en la competición disputarán una eliminatoria; el ganador de cada grupo clasificará a la fase de grupos del Torneo Final.
| Clas.           | Selección            |
| --------------- | -------------------- |
| 1               | Estados Unidos       |
| 2               | México               |
| 3               | Canadá               |
| 4               | Haití                |
| 5               | Costa Rica           |
| Ganador Grupo A |                      |
| 6               | Jamaica              |
| 7               | Trinidad y Tobago    |
| 8               | Honduras             |
| 9               | Guatemala            |
| 10              | Panamá               |
| Ganador Grupo B |                      |
| 11              | Nicaragua            |
| 12              | República Dominicana |
| 13              | El Salvador          |
| 14              | Cuba                 |
| 15              | Puerto Rico          |
| 16              | Islas Caimán         |

| Clas. | Selección                    |
| ----- | ---------------------------- |
| 17    | Bermudas                     |
| 18    | Anguila                      |
| 19    | Antigua y Barbuda            |
| 21    | San Cristóbal y Nieves       |
| 22    | Granada                      |
| 23    | Guyana                       |
| 24    | San Vicente y las Granadinas |
| 25    | Surinam                      |
| 29    | Santa Lucía                  |
| 33    | Barbados                     |

| Clas. | Selección                      |
| ----- | ------------------------------ |
| 20    | Curazao                        |
| 26    | Dominica                       |
| 27    | Belice                         |
| 28    | Bonaire                        |
| 30    | Islas Vírgenes Británicas      |
| 31    | Aruba                          |
| 32    | Bahamas                        |
| 34    | Guayana Francesa               |
| 35    | Guadalupe                      |
| 36    | Martinica                      |
| 37    | Montserrat                     |
| 38    | Sint Maarten                   |
| 39    | Saint-Martin                   |
| 40    | Islas Turcas y Caicos          |
| 41    | Islas Vírgenes Estadounidenses |

Concacaf Women's Under-20 Ranking

## Fase preliminar
Originalmente Costa Rica y Panamá participarían en el Torneo Final gracias a su posición en la clasificación de CONCACAF, sin embargo al ser nombrados coanfitriones de la Copa Mundial Femenina Sub-20 quedaron exentos del torneo clasificatorio. Por ello los ganadores de los grupos A y B clasificarán a la fase de grupos del Torneo Final y los segundos y terceros lugares clasificaron a octavos de final del Torneo Final en República Dominicana.

### Sorteo preliminar
| Bombo 1          | Bombo 2                                  | Bombo 3        | Bombo 4                              | Bombo 5              |
| ---------------- | ---------------------------------------- | -------------- | ------------------------------------ | -------------------- |
| Bermudas Anguila | Antigua y Barbuda San Cristóbal y Nieves | Granada Guyana | San Vicente y las Granadinas Surinam | Santa Lucía Barbados |

### Grupo A
Todos los partidos se jugaron en Leonora, Guyana.
| Pos. | Equipo            | Pts. | PJ | G | E | P | GF | GC | Dif. | Clasificación         |
| ---- | ----------------- | ---- | -- | - | - | - | -- | -- | ---- | --------------------- |
| 1    | Guyana (H)        | 12   | 4  | 4 | 0 | 0 | 9  | 1  | +8   | Torneo Final          |
| 2    | Santa Lucía       | 9    | 4  | 3 | 0 | 1 | 9  | 7  | +2   | Fase de eliminatorias |
| 3    | Bermudas          | 6    | 4  | 2 | 0 | 2 | 12 | 6  | +6   | Fase de eliminatorias |
| 4    | Surinam           | 3    | 4  | 1 | 0 | 3 | 10 | 14 | −4   |                       |
| 5    | Antigua y Barbuda | 0    | 4  | 0 | 0 | 4 | 3  | 15 | −12  |                       |

 Fuente: CONCACAF
| 13 de julio de 2019 | Surinam | 3:4 | Santa Lucía | Synthetic Track and Field Facility, Leonora |  |

| 13 de julio de 2019 | Guyana | 2:0 | Bermuda | Synthetic Track and Field Facility, Leonora |  |

| 15 de julio de 2019 | Santa Lucía | 2:1 | Bermuda | Synthetic Track and Field Facility, Leonora |  |

| 15 de julio de 2019 | Antigua y Barbuda | 0:2 | Guyana | Synthetic Track and Field Facility, Leonora |  |

| 17 de julio de 2019 | Antigua y Barbuda | 1:3 | Santa Lucía | Synthetic Track and Field Facility, Leonora |  |

| 17 de julio de 2019 | Bermuda | 6:1 | Surinam | Synthetic Track and Field Facility, Leonora |  |

| 19 de julio de 2019 | Surinam | 5:1 | Antigua y Barbuda | Synthetic Track and Field Facility, Leonora |  |

| 19 de julio de 2019 | Santa Lucía | 0:2 | Guyana | Synthetic Track and Field Facility, Leonora |  |

| 21 de julio de 2019 | Guyana | 3:1 | Surinam | Synthetic Track and Field Facility, Leonora |  |

| 21 de julio de 2019 | Antigua y Barbuda | 1:5 | Bermuda | Synthetic Track and Field Facility, Leonora |  |

### Grupo B
Todos los partidos se jugaron en Basseterre, San Cristobal y Nieves.
| Pos. | Equipo                       | Pts. | PJ | G | E | P | GF | GC | Dif. | Clasificación         |
| ---- | ---------------------------- | ---- | -- | - | - | - | -- | -- | ---- | --------------------- |
| 1    | San Cristóbal y Nieves (H)   | 12   | 4  | 4 | 0 | 0 | 14 | 2  | +12  | Torneo Final          |
| 2    | Granada                      | 9    | 4  | 3 | 0 | 1 | 9  | 3  | +6   | Fase de eliminatorias |
| 3    | Barbados                     | 6    | 4  | 2 | 0 | 2 | 5  | 5  | 0    | Fase de eliminatorias |
| 4    | Anguila                      | 1    | 4  | 0 | 1 | 3 | 0  | 8  | −8   |                       |
| 5    | San Vicente y las Granadinas | 1    | 4  | 0 | 1 | 3 | 0  | 10 | −10  |                       |

 Fuente: CONCACAF
| 13 de julio de 2019 | San Vicente y las Granadinas | 0:2 | Barbados | Warner Park, Basseterre |  |

| 13 de julio de 2019 | San Cristóbal y Nieves | 3:0 | Anguila | Warner Park, Basseterre |  |

| 15 de julio de 2019 | Barbados | 2:0 | Anguila | Warner Park, Basseterre |  |

| 15 de julio de 2019 | Granada | 1:3 | San Cristóbal y Nieves | Warner Park, Basseterre |  |

| 17 de julio de 2019 | Granada | 1:0 | Santa Lucía | Warner Park, Basseterre |  |

| 17 de julio de 2019 | Anguila | 0:0 | San Vicente y las Granadinas | Warner Park, Basseterre |  |

| 19 de julio de 2019 | San Vicente y las Granadinas | 0:4 | Granada | Warner Park, Basseterre |  |

| 19 de julio de 2019 | Barbados | 1:4 | San Cristóbal y Nieves | Warner Park, Basseterre |  |

| 21 de julio de 2019 | Granada | 3:0 | Anguila | Warner Park, Basseterre |  |

| 21 de julio de 2019 | San Cristóbal y Nieves | 4:0 | San Vicente y las Granadinas | Warner Park, Basseterre |  |

## Fase Final • República Dominicana
Los tres mejores equipos de cada grupo avanzaban a los octavos de final, donde se unirán los cuatro equipos que avanzaron desde la fase preliminar.

### Árbitros de la competencia
| Árbitros        | Nac.                         | Árbitros asistentes      | Nac.                         |
| --------------- | ---------------------------- | ------------------------ | ---------------------------- |
| Sandra Benítez  | Bandera de El Salvador       | Lidia Ayala              | Bandera de El Salvador       |
| Melissa Borjas  | Bandera de Honduras          | Yudilia Briones          | Bandera de México            |
| Katia García    | Bandera de México            | Mayling Chavarria        | Bandera de Nicaragua         |
| Astrid Gramajo  | Bandera de Guatemala         | Tonia Deane              | Bandera de Barbados          |
| Karitza Guerra  | Bandera de Honduras          | Nereyda Díaz             | Bandera de Cuba              |
| Tatiana Guzmán  | Bandera de Nicaragua         | Falone Dieurisma         | Bandera de Haití             |
| Suleimy Linares | Bandera de Cuba              | Carissa Douglas-Jacob    | Bandera de Trinidad y Tobago |
| Myriam Marcotte | Bandera de Canadá            | Krystal Evans            | Bandera de Bahamas           |
| Priscila Pérez  | Bandera de México            | Stephanie Fortin         | Bandera de Canadá            |
| Marjorie Ponce  | Bandera de Nicaragua         | Marie-Han Gagnon         | Bandera de Canadá            |
| Crystal Sobers  | Bandera de Trinidad y Tobago | Rosa García              | Bandera de Nicaragua         |
|                 |                              | Jennifer Garner          | Bandera de Estados Unidos    |
|                 |                              | Lesly Gutiérrez          | Bandera de Honduras          |
|                 |                              | Anne-Marie Joseph        | Bandera de Haití             |
|                 |                              | Jassett Kerr             | Bandera de Jamaica           |
|                 |                              | Alicia Messer            | Bandera de Estados Unidos    |
|                 |                              | Mayra Mora               | Bandera de México            |
|                 |                              | Lourdes Noriega          | Bandera de Honduras          |
|                 |                              | Sandra Ramírez           | Bandera de México            |
|                 |                              | Ivett Santiago Rodríguez | Bandera de Cuba              |
|                 |                              | Melissa Snedden          | Bandera de Canadá            |
|                 |                              | Lesbia Tzul              | Bandera de Guatemala         |
|                 |                              | Iris Vail                | Bandera de Guatemala         |
|                 |                              | Stephanie-Dale YEE SING  | Bandera de Jamaica           |

### Sorteo final
El sorteo final se realizó el día 19 de noviembre de 2020 en Miami, Estados Unidos, sede de la CONCACAF. Los bombos fueron ordenados de acuerdo a la  Clasificación de Selecciones Nacionales de la CONCACAF publicada en 2018.
| Bombo 1                            | Bombo 2                                       | Bombo 3                                         | Bombo 4                                   |
| ---------------------------------- | --------------------------------------------- | ----------------------------------------------- | ----------------------------------------- |
| Estados Unidos México Canadá Haití | Costa Rica Jamaica Trinidad y Tobago Honduras | Guatemala Panamá Nicaragua República Dominicana | El Salvador Cuba Puerto Rico Islas Caimán |

Costa Rica y Panamá fueron reemplazados por  Guyana y  San Cristóbal y Nieves respectivamente.

### Sedes
| Estadio Panamericano | Estadio Olímpico Félix Sánchez |
| Capacidad: 2.800     | Capacidad: 27.000              |
|                      |                                |

## Fase de grupos

### Grupo C
| Equipo               | Pts | PJ | PG | PE | PP | GF | GC | Dif |
| -------------------- | --- | -- | -- | -- | -- | -- | -- | --- |
| Estados Unidos       | 9   | 3  | 3  | 0  | 0  | 24 | 0  | +24 |
| República Dominicana | 4   | 3  | 1  | 1  | 1  | 7  | 4  | +3  |
| Cuba                 | 4   | 3  | 1  | 1  | 1  | 6  | 10 | -4  |
| Honduras             | 0   | 3  | 0  | 0  | 3  | 1  | 24 | -23 |

| 22 de febrero de 2020 | Estados Unidos                                                                                    | 9:0 (6:0)         | Cuba | Estadio Olímpico Félix Sánchez, Santo Domingo |                         |
|                       | M. Fishel 9', 13', 42', 45+1' · B. Pinto 16', 90' · A. Spaanstra 37' · S. Yates 67' · S. Meza 68' | [Reporte Reporte] |      | Árbitra: Sandra Benitez                       | Árbitra: Sandra Benitez |

| 23 de febrero de 2020 | Honduras | 0:7 (0:4)         | República Dominicana                                                                 | Estadio Olímpico Félix Sánchez, Santo Domingo |                         |
|                       |          | [Reporte Reporte] | M. Asenjo 4' · K. García 12' · L. Clase 16', 33' · A. Oviedo 57', 59' · B. Hallo 85' | Árbitra: Crystal Sobers                       | Árbitra: Crystal Sobers |

| 24 de febrero de 2020 | República Dominicana | 0:4 (0:3)         | Estados Unidos                                   | Estadio Olímpico Félix Sánchez, Santo Domingo |                             |
|                       |                      | [Reporte Reporte] | M. Fishel 3', 12' · R. Jarrett 8' · B. Pinto 65' | Árbitra: Katia Itzel García                   | Árbitra: Katia Itzel García |

| 25 de febrero de 2020 | Cuba                                                                                     | 6:1 (2:0)         | Honduras        | Estadio Olímpico Félix Sánchez, Santo Domingo |                            |
|                       | M. Mengana 22' · G. Guzmán 50' · A. Céspedes 45', 57' · K. Rodríguez 69' · C. Aldana 74' | [Reporte Reporte] | M. Menjivar 50' | Árbitro(s): Marjorie Ponce                    | Árbitro(s): Marjorie Ponce |

| 26 de febrero de 2020 | República Dominicana | 0:0               | Cuba | Estadio Olímpico Félix Sánchez, Santo Domingo |                          |
|                       |                      | [Reporte Reporte] |      | Árbitra: Odette Hamilton                      | Árbitra: Odette Hamilton |

| 27 de febrero de 2020 | Estados Unidos | 11:0 (7:0)        | Honduras | Estadio Olímpico Félix Sánchez, Santo Domingo |                          |
|                       | T. Rodman 14', 34', 37', 71' · S. Holmes 17' · K. Duong 18' · L. Reyes 20' · S. Yates 29', 52', 70' · K. de la O 74' | [Reporte Reporte] |          | Árbitra: Odette Hamilton                      | Árbitra: Odette Hamilton |

### Grupo D
| Equipo      | Pts | PJ | PG | PE | PP | GF | GC | Dif |
| ----------- | --- | -- | -- | -- | -- | -- | -- | --- |
| México      | 9   | 3  | 3  | 0  | 0  | 9  | 1  | +8  |
| Guyana      | 6   | 3  | 2  | 0  | 1  | 5  | 5  | 0   |
| Puerto Rico | 3   | 3  | 1  | 0  | 2  | 3  | 4  | -1  |
| Nicaragua   | 0   | 3  | 0  | 0  | 3  | 1  | 8  | -7  |

| 23 de febrero de 2020 | México                        | 2:1 (0:0)         | Puerto Rico   | Estadio Olímpico Félix Sánchez, Santo Domingo |                         |
|                       | A. González 50' (pen.), 90+3' | [Reporte Reporte] | G. Cimino 53' | Árbitra: Melissa Borjas                       | Árbitra: Melissa Borjas |

| 23 de febrero de 2020 | Guyana                                            | 3:1 (1:0)         | Nicaragua     | Estadio Olímpico Félix Sánchez, Santo Domingo |                          |
|                       | A. Narine 19' · J. Vuyfhuis 49' · S. McDonald 62' | [Reporte Reporte] | J. Gilday 64' | Árbitra: Suleimy Linares                      | Árbitra: Suleimy Linares |

| 25 de febrero de 2020 | Puerto Rico   | 1:2 (0:0)         | Guyana                       | Estadio Olímpico Félix Sánchez, Santo Domingo |                         |
|                       | G. Cimino 87' | [Reporte Reporte] | C. Roque 54' · A. Narine 81' | Árbitra: Sandra Benítez                       | Árbitra: Sandra Benítez |

| 25 de febrero de 2020 | NIcaragua | 0:4 (0:2)         | México                                                          | Estadio Olímpico Félix Sánchez, Santo Domingo |                         |
|                       |           | [Reporte Reporte] | G. Juárez 21' · A. González 29' · A. Vázquez 63' · Y. López 77' | Árbitra: Crystal Sobers                       | Árbitra: Crystal Sobers |

| 27 de febrero de 2020 | Nicaragua | 0:1 (0:0)         | Puerto Rico    | Estadio Olímpico Félix Sánchez, Santo Domingo |                         |
|                       |           | [Reporte Reporte] | B. Oquendo 77' | Árbitra: Sandra Benítez                       | Árbitra: Sandra Benítez |

| 27 de febrero de 2020 | México                                      | 3:0 (0:0)         | Guyana | Estadio Olímpico Félix Sánchez, Santo Domingo |                          |
|                       | J. Montoya 78', 87' (pen.) · M. Román 90+3' | [Reporte Reporte] |        | Árbitra: Myriam Marcotte                      | Árbitra: Myriam Marcotte |

### Grupo E
| Equipo      | Pts | PJ | PG | PE | PP | GF | GC | Dif |
| ----------- | --- | -- | -- | -- | -- | -- | -- | --- |
| Jamaica     | 7   | 3  | 2  | 1  | 0  | 11 | 6  | +5  |
| Canadá      | 4   | 3  | 1  | 1  | 1  | 3  | 3  | 0   |
| El Salvador | 3   | 3  | 1  | 0  | 2  | 2  | 6  | -4  |
| Guatemala   | 2   | 3  | 0  | 2  | 1  | 4  | 5  | -1  |

| 22 de febrero de 2020 | Jamaica                              | 4:4 (0:3)         | Guatemala                                                   | Estadio Panamericano, San Cristóbal |                         |
|                       | J. Brown 50' · M. Fray 54', 68', 76' | [Reporte Reporte] | S. Ovando 12' · A. Alvarez 26' (pen.), 78' · M. Recinos 34' | Árbitra: Priscila Perez             | Árbitra: Priscila Perez |

| 22 de febrero de 2020 | Canadá                        | 2:0 (0:0)         | El Salvador | Estadio Panamericano, San Cristóbal |                         |
|                       | T. Buychuk 57' · K. Novak 71' | [Reporte Reporte] |             | Árbitra: Karitza Guerra             | Árbitra: Karitza Guerra |

| 24 de febrero de 2020 | El Salvador             | 1:4 (1:2)         | Jamaica                                          | Estadio Panamericano, San Cristóbal |                         |
|                       | M. Rodriguez 45' (pen.) | [Reporte Reporte] | J. Brown 2', 11' · L. Murray 58' · C. Parker 82' | Árbitra: Astrid Gramajo             | Árbitra: Astrid Gramajo |

| 24 de febrero de 2020 | Guatemala | 0:0               | Canadá | Estadio Panamericano, San Cristóbal |                         |
|                       |           | [Reporte Reporte] |        | Árbitra: Tatiana Guzmán             | Árbitra: Tatiana Guzmán |

| 26 de febrero de 2020 | Guatemala | 0:1 (0:1)         | El Salvador | Estadio Panamericano, San Cristóbal |                               |
|                       |           | [Reporte Reporte] | S. Gómez 2' | Árbitra: Suleimy Linares Sáez       | Árbitra: Suleimy Linares Sáez |

| 26 de febrero de 2020 | Canadá           | 1:3 (0:1)         | Jamaica                                    | Estadio Panamericano, San Cristóbal |                         |
|                       | T. Boychuk 90+1' | [Reporte Reporte] | J. Brown 20' · L. Murray 80' · M. Fray 89' | Árbitra: Melissa Borjas             | Árbitra: Melissa Borjas |

### Grupo F
| Equipo                 | Pts | PJ | PG | PE | PP | GF | GC | Dif |
| ---------------------- | --- | -- | -- | -- | -- | -- | -- | --- |
| Haití                  | 9   | 3  | 3  | 0  | 0  | 22 | 0  | +22 |
| Trinidad y Tobago      | 6   | 3  | 2  | 0  | 1  | 8  | 7  | +1  |
| Islas Caimán           | 3   | 3  | 1  | 0  | 2  | 3  | 12 | -9  |
| San Cristóbal y Nieves | 0   | 3  | 0  | 0  | 3  | 2  | 16 | -14 |

| 23 de febrero de 2020 | Trinidad y Tobago                                                 | 6:0 (3:0)         | San Cristóbal y Nieves | Estadio Panamericano, San Cristóbal |                          |
|                       | A. Cornwall 3', 24', 45+3', 90+3' · A. Prince 46' · M. Serran 58' | [Reporte Reporte] |                        | Árbitra: Myriam Marcotte            | Árbitra: Myriam Marcotte |

| 23 de febrero de 2020 | Haití | 8:0 (4:0)         | Islas Caimán | Estadio Panamericano, San Cristóbal |                          |
|                       | M. Dumornay 4', 86' (pen.) · D. Pierre-Louis 8' · V. Ornis 24', 30' · F. Joseph 70', 75' · F. Surpris 90' | [Reporte Reporte] |              | Árbitra: Odette Hamilton            | Árbitra: Odette Hamilton |

| 25 de febrero de 2020 | Islas Caimán | 0:2 (0:0)         | Trinidad y Tobago                | Estadio Panamericano, San Cristóbal |                        |
|                       |              | [Reporte Reporte] | M. Serrant 78' · A. Cornwall 90' | Árbitra: Pricila Pérez              | Árbitra: Pricila Pérez |

| 25 de febrero de 2020 | San Cristóbal y Nieves | 0:7 (0:5)         | Haití                                                                                            | Estadio Panamericano, San Cristóbal |                         |
|                       |                        | [Reporte Reporte] | M. Dumornay 22' · D. Pierre-Louis 32', 40' · A. Louis 36', 46' · M. Dorce 41' · R. Marcellus 56' | Árbitra: Karitza Guerra             | Árbitra: Karitza Guerra |

| 27 de febrero de 2020 | San Cristóbal y Nieves                         | 2:3 (1:1)         | Islas Caimán                                | Estadio Panamericano, San Cristóbal |                             |
|                       | I. Bailey-Williams 4' (pen.) · Z. Marshall 70' | [Reporte Reporte] | M. Jehoe 17' (pen.) · A. Bromfield 47', 84' | Árbitra: Katia Itzel García         | Árbitra: Katia Itzel García |

| 27 de febrero de 2020 | Haití                                                           | 7:0 (5:0)         | Trinidad y Tobago | Estadio Panamericano, San Cristóbal |                         |
|                       | M. Dumornay 6', 16', 6' · V. Ornis 21', 38' · F.Joseph 22', 52' | [Reporte Reporte] |                   | Árbitra: Tatiana Gusmán             | Árbitra: Tatiana Gusmán |

G: Ganados.
P: Partidos Perdidos.
E: Empate.
GF: Goles a Favor.
GC: Goles en Contra.
GD: Diferencia de goles.
H: País Sede.

## Fase de eliminatorias
En esta fase las selecciones de Barbados, Bermudas, Santa Lucía y Granada se medirán con los ganadores de los grupos C, D, E y F dando inicio a los octavos de final.

### Cuadro de desarrollo
|  | Octavos de Final       | Octavos de Final     |                |       | Cuartos de Final | Cuartos de Final |  |  | Semifinales | Semifinales |  |  | Final | Final |
|  |                        |                      |                |       |                  |                  |  |  |             |             |  |  |       |       |
|  |                        |                      |                |       |                  |                  |  |  |             |             |  |  |       |       |
|  |                        |                      |                |       |                  |                  |  |  |             |             |  |  |       |       |
|  | Estados Unidos         | 6                    |                |       |                  |                  |  |  |             |             |  |  |       |       |
|  | Estados Unidos         | 6                    |                |       |                  |                  |  |  |             |             |  |  |       |       |
|  | Santa Lucía            | 0                    |                |       |                  |                  |  |  |             |             |  |  |       |       |
|  | Santa Lucía            | 0                    | Estados Unidos | 4     |                  |                  |  |  |             |             |  |  |       |       |
|  |                        |                      | Estados Unidos | 4     |                  |                  |  |  |             |             |  |  |       |       |
|  |                        | Canadá               | 0              |       |                  |                  |  |  |             |             |  |  |       |       |
|  | Canadá                 | Canadá               | 0              | 6     |                  |                  |  |  |             |             |  |  |       |       |
|  | Canadá                 |                      |                | 6     |                  |                  |  |  |             |             |  |  |       |       |
|  | Cuba                   | 0                    |                |       |                  |                  |  |  |             |             |  |  |       |       |
|  | Cuba                   | 0                    | Estados Unidos | 6     |                  |                  |  |  |             |             |  |  |       |       |
|  |                        |                      | Estados Unidos | 6     |                  |                  |  |  |             |             |  |  |       |       |
|  |                        | República Dominicana | 0              |       |                  |                  |  |  |             |             |  |  |       |       |
|  | Jamaica                | República Dominicana | 0              | 9     |                  |                  |  |  |             |             |  |  |       |       |
|  | Jamaica                |                      |                | 9     |                  |                  |  |  |             |             |  |  |       |       |
|  | Bermudas               | 1                    |                |       |                  |                  |  |  |             |             |  |  |       |       |
|  | Bermudas               | 1                    | Jamaica        | 1     |                  |                  |  |  |             |             |  |  |       |       |
|  |                        |                      | Jamaica        | 1     |                  |                  |  |  |             |             |  |  |       |       |
|  |                        | República Dominicana | 2              |       |                  |                  |  |  |             |             |  |  |       |       |
|  | República Dominicana   | República Dominicana | 2              | 4     |                  |                  |  |  |             |             |  |  |       |       |
|  | República Dominicana   |                      |                | 4     |                  |                  |  |  |             |             |  |  |       |       |
|  | El Salvador            | 1                    |                |       |                  |                  |  |  |             |             |  |  |       |       |
|  | El Salvador            | 1                    | Estados Unidos | 4     |                  |                  |  |  |             |             |  |  |       |       |
|  |                        |                      | Estados Unidos | 4     |                  |                  |  |  |             |             |  |  |       |       |
|  |                        | México               | 1              |       |                  |                  |  |  |             |             |  |  |       |       |
|  | México                 | México               | 1              | 12    |                  |                  |  |  |             |             |  |  |       |       |
|  | México                 |                      |                | 12    |                  |                  |  |  |             |             |  |  |       |       |
|  | Granada                | 1                    |                |       |                  |                  |  |  |             |             |  |  |       |       |
|  | Granada                | 1                    | México         | 4     |                  |                  |  |  |             |             |  |  |       |       |
|  |                        |                      | México         | 4     |                  |                  |  |  |             |             |  |  |       |       |
|  |                        | Trinidad y Tobago    | 0              |       |                  |                  |  |  |             |             |  |  |       |       |
|  | Trinidad y Tobago (p.) | Trinidad y Tobago    | 0              | 3 (5) |                  |                  |  |  |             |             |  |  |       |       |
|  | Trinidad y Tobago (p.) |                      |                | 3 (5) |                  |                  |  |  |             |             |  |  |       |       |
|  | Puerto Rico            | 3 (4)                |                |       |                  |                  |  |  |             |             |  |  |       |       |
|  | Puerto Rico            | 3 (4)                | México (p.)    | 1 (4) |                  |                  |  |  |             |             |  |  |       |       |
|  |                        |                      | México (p.)    | 1 (4) |                  |                  |  |  |             |             |  |  |       |       |
|  |                        | Haití                | 1 (2)          |       |                  |                  |  |  |             |             |  |  |       |       |
|  | Haití                  | Haití                | 1 (2)          | 12    |                  |                  |  |  |             |             |  |  |       |       |
|  | Haití                  |                      |                | 12    |                  |                  |  |  |             |             |  |  |       |       |
|  | Barbados               | 0                    |                |       |                  |                  |  |  |             |             |  |  |       |       |
|  | Barbados               | 0                    | Haití          | 3     |                  |                  |  |  |             |             |  |  |       |       |
|  |                        |                      | Haití          | 3     |                  |                  |  |  |             |             |  |  |       |       |
|  |                        | Guyana               | 0              |       |                  |                  |  |  |             |             |  |  |       |       |
|  | Guyana                 | Guyana               | 0              | 2     |                  |                  |  |  |             |             |  |  |       |       |
|  | Guyana                 |                      |                | 2     |                  |                  |  |  |             |             |  |  |       |       |
|  | Islas Caimán           | 0                    |                |       |                  |                  |  |  |             |             |  |  |       |       |
|  | Islas Caimán           | 0                    |                |       |                  |                  |  |  |             |             |  |  |       |       |

### Octavos de final
| Campeonato Femenino Sub-20 de la Concacaf de 2020; 29 de febrero de 2020 | Jamaica                                                                                                 | 9:1 (9:1)                           | Bermuda            | Estadio Panamericano, San Cristóbal |                         |
|                                                                          | L. Murray 12' · J. Brown 13', 61', 76' (pen.), 90+1' · N. able 41' · C. Parker 53' · S. Clarke 82', 88' | [Reporte Reporte] [Reporte Reporte] | N. Christopher 26' | Árbitra: Tatiana Guzmán             | Árbitra: Tatiana Guzmán |

| Campeonato Femenino Sub-20 de la Concacaf de 2020; 29 de febrero de 2020 | Estados Unidos                                                       | 6:0 (4:0)                           | Santa Lucía | Estadio Olímpico Félix Sánchez, Santo Domingo |                         |
|                                                                          | M. Fishel 8', 76' · R. Francis 14' · S. Enge 24' · B. Pinto 35', 90' | [Reporte Reporte] [Reporte Reporte] |             | Árbitra: Sandra Benítez                       | Árbitra: Sandra Benítez |

| Campeonato Femenino Sub-20 de la Concacaf de 2020; 29 de febrero de 2020 | Canadá                                                                                         | 6:0 (2:0)                           | Cuba | Estadio Panamericano, San Cristóbal |                         |
|                                                                          | T. Boychuk 7' (pen.), 56' (pen.) · A. Matamoro 36' · J. Wilkinson 82', 83' · L. Portelance 90' | [Reporte Reporte] [Reporte Reporte] |      | Árbitra: Karitza Guerra             | Árbitra: Karitza Guerra |

| Campeonato Femenino Sub-20 de la Concacaf de 2020; 29 de febrero de 2020 | República Dominicana                                      | 4:1 (1:1)                           | El Salvador         | Estadio Olímpico Félix Sánchez, Santo Domingo |                        |
|                                                                          | J. Oviedo 37' (t.l.) · M. Asenjo 52', 78' · A. Oviedo 65' | [Reporte Reporte] [Reporte Reporte] | J. López 21' (t.l.) | Árbitra: Pricila Pérez                        | Árbitra: Pricila Pérez |

| Campeonato Femenino Sub-20 de la Concacaf de 2020; 1 de marzo de 2020 | Haití | 12:0 (6:0)                          | Barbados | Estadio Panamericano, San Cristóbal |                         |
|                                                                       | V. Ornis 16', 38', 67' · D. Pierre 20' · M. Dumornay 24', 25', 33' (pen.), 52' (pen.) · R. Mathurin 48' · M. Dorce 82' · F. Supris 89' | [Reporte Reporte] [Reporte Reporte] |          | Árbitra: Crystal Sobers             | Árbitra: Crystal Sobers |

| Campeonato Femenino Sub-20 de la Concacaf de 2020; 1 de marzo de 2020 | México | 12:1 (5:0)                          | Granada        | Estadio Olímpico Félix Sánchez, Santo Domingo |                          |
|                                                                       | M. Román 10' · A. González 12', 26' · R. Reyes 21' · T. Valcin 36' · J.McIntosh 56' · K. Zempoalteca 58' · G. Juárez 72' · N. Pérez 73', 83' · M. Reyes 77' · N. Díaz 89' | [Reporte Reporte] [Reporte Reporte] | S. Charles 49' | Árbitra: Odette Hamilton                      | Árbitra: Odette Hamilton |

| Campeonato Femenino Sub-20 de la Concacaf de 2020; 1 de marzo de 2020 | Trinidad y Tobago                                               | 3:3 (2:2, 2:2) (t.s.) (5:4 p.)      | Puerto Rico                                                 | Estadio Panamericano, San Cristóbal |                          |
|                                                                       | A. Cornwall 3', 43' · M. Serrant 106'                           | [Reporte Reporte] [Reporte Reporte] | M. Pardo 18' · I. Vazquez 24' · C. Torres 111'              | Árbitra: Myriam Marcotte            | Árbitra: Myriam Marcotte |
|                                                                       |                                                                 | Tiros desde el punto penal          |                                                             |                                     |                          |
|                                                                       | T. Fernández · S. Degannes · M. Serrant · T. Paul · A. Cornwall |                                     | I. Vazquez · C. Torres · B. Oquendo · M. Pardo · P. Morales |                                     |                          |

| Campeonato Femenino Sub-20 de la Concacaf de 2020; 1 de marzo de 2020 | Guyana                        | 2:0 (1:0)         | Islas Caimán | Estadio Olímpico Félix Sánchez, Santo Domingo |                       |
|                                                                       | S. Alferd 24' · A. Narine 55' | [Reporte Reporte] |              | Árbitra: Katia García                         | Árbitra: Katia García |

### Cuartos de final
| Campeonato Femenino Sub-20 de la Concacaf de 2020; 4 de marzo de 2020 | Jamaica      | 1:2 (1:1)                           | República Dominicana          | Estadio Panamericano, San Cristóbal |                       |
|                                                                       | J. Brown 37' | [Reporte Reporte] [Reporte Reporte] | K. García 35' · M. Asenjo 73' | Árbitra: Katia García               | Árbitra: Katia García |

| Campeonato Femenino Sub-20 de la Concacaf de 2020; 4 de marzo de 2020 | Estados Unidos                                    | 4:0 (2:0)                           | Canadá | Estadio Olímpico Félix Sánchez, Santo Domingo |                         |
|                                                                       | M. Fishel 35', 67' · B. Pinto 41' · K. Wesley 54' | [Reporte Reporte] [Reporte Reporte] |        | Árbitra: Melissa Borjas                       | Árbitra: Melissa Borjas |

| Campeonato Femenino Sub-20 de la Concacaf de 2020; 4 de marzo de 2020 | Haití                    | 3:0 (1:0)                           | Guyana | Estadio Panamericano, San Cristóbal |                         |
|                                                                       | M. Dumonay 18', 54', 60' | [Reporte Reporte] [Reporte Reporte] |        | Árbitra: Astrid Gramajo             | Árbitra: Astrid Gramajo |

| Campeonato Femenino Sub-20 de la Concacaf de 2020; 4 de marzo de 2020 | México                                                                | 4:0 (1:0)                           | Trinidad y Tobago | Estadio Olímpico Félix Sánchez, Santo Domingo |                         |
|                                                                       | A Vázquez 45' · G. Juárez 56' · A. González 67' (pen.) · D. Manzo 71' | [Reporte Reporte] [Reporte Reporte] |                   | Árbitra: Sandra Benítez                       | Árbitra: Sandra Benítez |

### Semifinales
| Campeonato Femenino Sub-20 de la Concacaf de 2020; 6 de marzo de 2020 | Estados Unidos                                            | 6:0 (4:0)                           | República Dominicana | Estadio Olímpico Félix Sánchez, Santo Domingo |                         |
|                                                                       | B. Pinto 2', 4', 20' · T. Rodman 16', 62' · M. Fishel 57' | [Reporte Reporte] [Reporte Reporte] |                      | Árbitra: Tatiana Guzmán                       | Árbitra: Tatiana Guzmán |

| Campeonato Femenino Sub-20 de la Concacaf de 2020; 6 de marzo de 2020 | México                                    | 1:1 (1:1, 0:0) (t.s.) (4:2 p.)      | Haití                                           | Estadio Olímpico Félix Sánchez, Santo Domingo |                         |
|                                                                       | J. Montoya 68'                            | [Reporte Reporte] [Reporte Reporte] | M. Dumornay 56'                                 | Árbitra: Crystal Sobers                       | Árbitra: Crystal Sobers |
|                                                                       |                                           | Tiros desde el punto penal          |                                                 |                                               |                         |
|                                                                       | M. Reyes · N. Pérez · N. Soto · G. Juárez |                                     | M. Dumornay · V. Ornis · D. Etienne · D. Pierre |                                               |                         |

### Final
| Campeonato Femenino Sub-20 de la Concacaf de 2020; 8 de marzo de 2020 | Estados Unidos                          | 4:1 (1:1)         | México       | Estadio Olímpico Félix Sánchez, Santo Domingo |                         |
|                                                                       | T. Rodman 12', 88' · M. Fishel 49', 57' | [Reporte Reporte] | S. Flores 6' | Árbitra: Sandra Benítez                       | Árbitra: Sandra Benítez |

|                                   |
| Bandera de Estados Unidos         |
| Campeón Estados Unidos 6.º título |

## Estadísticas

### Tabla general
| Equipo | Equipo                 | Pts. | PJ | PG | PE | PP | GF | GC | Dif. |
| ------ | ---------------------- | ---- | -- | -- | -- | -- | -- | -- | ---- |
| 1      | Estados Unidos         | 21   | 7  | 7  | 0  | 0  | 44 | 1  | +43  |
| 2      | México                 | 16   | 7  | 5  | 1  | 1  | 27 | 7  | +20  |
| 3      | Haití                  | 16   | 6  | 5  | 1  | 0  | 38 | 1  | +37  |
| 4      | República Dominicana   | 10   | 6  | 3  | 1  | 2  | 13 | 12 | +1   |
| 5      | Jamaica                | 10   | 5  | 3  | 1  | 1  | 21 | 9  | +12  |
| 6      | Guyana                 | 9    | 5  | 3  | 0  | 2  | 7  | 8  | -1   |
| 7      | Canadá                 | 7    | 5  | 2  | 1  | 2  | 9  | 7  | +2   |
| 8      | Trinidad y Tobago      | 7    | 5  | 2  | 1  | 2  | 11 | 14 | -3   |
| 9      | Puerto Rico            | 4    | 4  | 1  | 1  | 2  | 6  | 7  | -1   |
| 10     | Cuba                   | 4    | 4  | 1  | 1  | 2  | 6  | 16 | -10  |
| 11     | El Salvador            | 3    | 4  | 1  | 0  | 3  | 3  | 10 | -7   |
| 12     | Islas Caimán           | 3    | 4  | 1  | 0  | 3  | 3  | 14 | -11  |
| 13     | Guatemala              | 2    | 3  | 0  | 2  | 1  | 4  | 5  | -1   |
| 14     | Nicaragua              | 0    | 3  | 0  | 0  | 3  | 1  | 8  | -7   |
| 15     | San Cristóbal y Nieves | 0    | 3  | 0  | 0  | 3  | 2  | 16 | -14  |
| 16     | Honduras               | 0    | 3  | 0  | 0  | 3  | 1  | 24 | -23  |

### Goleadoras
| Jugadora         | Selección         | Goles |
| ---------------- | ----------------- | ----- |
| Melchie Dumornay | Haití             | 14    |
| Mia Fishel       | Estados Unidos    | 13    |
| Jody Brown       | Jamaica           | 9     |
| Brianna Pinto    | Estados Unidos    | 9     |
| Trinity Rodman   | Estados Unidos    | 9     |
| Valentina Ornis  | Haití             | 7     |
| Afiyah Cornwall  | Trinidad y Tobago | 7     |
| Alison González  | México            | 6     |
| Audrey Narine    | Guyana            | 4     |
| Florsie Joseph   | Haití             | 4     |

## Clasificados aCosta Rica 2021
Torneo cancelado
| Bandera de Costa Rica | Bandera de Estados Unidos | Bandera de México |
| Costa Rica Anfitrión  | Estados Unidos            | México            |

## Premios
| Premio        |  | Jugadora         | Selección      |
| ------------- |  | ---------------- | -------------- |
| Balón de Oro  |  | Mia Fishel       | Estados Unidos |
| Bota de Oro   |  | Melchie Dumornay | Haití          |
| Guante de Oro |  | Wendy Toledo     | México         |

| Premio                                |  | Selección |
| ------------------------------------- |  | --------- |
| Premio al Juego Limpio de la CONCACAF |  | México    |